# Porta da Rua da Péla
A Porta da Rua da Péla foi uma antiga porta da cidade de Lisboa, inserida na cerca fernandina da cidade.
Esta porta localizava-se à esquerda, subindo a Calçada do Jogo da Péla, passando-se por aqui para o Colégio de Santo Antão. Era também conhecida pelo nome de Arco da Graça em virtude do oratório de Nossa Senhora da Graça que nela se erigiu em 1657. Foi demolida em 1835, ficando ainda alguns vestígios no local.